# Eisenberger Géza
Eisenberger Géza (Batrovce, Szlavónia, 1892. április 28. – Auschwitzi koncentrációs tábor, 1944.) gödöllői rabbi.

## Élete
Eisenberger Jakab és Scheer Júlia fia. Tanulmányainak befejezése után 1919-ben rabbivá avatták. Eleinte különböző hitközségeknél működött és 1926-tól Gödöllő és kerületének rabbija. A község társadalmi életének jelentékeny tagja. A szegényügyek istápolója. A gödöllői izraelita templom restaurálása az ő nevéhez fűződik. Hatáskörébe az ország legnagyobb kerületi hitközsége tartozott. Számos helyi egyesületnek vezetőtagja volt. Egyházi szakcikkíróként is ismerték.
Házastársa Fischl Katalin (1887–1937) volt, Fischl Manó és Hirschler Róza lánya, akit 1917. augusztus 14-én Baján vett nőül.
1944-ben Auschwitzba deportálták, ahol életét vesztette.